# André Antoine
André Antoine (Llemotges, 31 de gener de 1858 - Le Pouliguen, 13 d'octubre de 1943) fou un actor, director d'escena i director de teatre francès. És considerat l'inventor de la posada en escena moderna, a França.
L'any 1887 funda el Théâtre Libre, un moviment teatral nou que dona cabuda a actors joves, amb un estil d'escenificació i d'interpretació amb ruptura amb tot allò que suposa el Teatre de bulevard. Aquest moviment teatral s'obre als escriptors del corrent naturalista francès i, també, a autors dramàtics escandinaus. L'any 1897 en creà la continuació, el Teatre Antoine.
El seu model de Teatre Lliure tindrà les seves rèpliques a Londres, Múnic i Berlín. El Teatre Lliure de Barcelona, creat l'any 1976, s'inspira en els seus principis.